# Scolopax minor
Scolopax minor là một loài chim trong họ Scolopacidae.
Loài chim biển này được tìm thấy chủ yếu ở nửa phía đông của Bắc Mỹ. Chúng dành phần lớn thời gian ở trên mặt đất trong môi trường sống cây bụi, rừng trẻ, nơi mà bộ lông màu nâu của loài chim, màu đen, màu xám giúp chúng nguỵ trang tốt.